# سالي كيهو
سالي كيهو (بالإنجليزية: Sally Kehoe)‏ هي مجدفة أسترالية، ولدت في 25 سبتمبر 1986 في توومبا في أستراليا.

## وصلات خارجية
- سالي كيهو على موقع الاتحاد الدولي للتجديف (الإنجليزية)
- سالي كيهو على موقع اللجنة الأولمبية الدولية (الإنجليزية)
- سالي كيهو على موقع أوليمبيديا (الإنجليزية)
- سالي كيهو على موقع اللجنة الأولمبية الأسترالية (الإنجليزية)